# Cerastium carinthiacum
Cerastium carinthiacum là loài thực vật có hoa thuộc họ Cẩm chướng. Loài này được Vest mô tả khoa học đầu tiên năm 1807.